# 杉本誘里
杉本 誘里（すぎもと ゆうり、本名・臼井 ゆかり〈うすい ゆかり〉、1962年9月21日 - ） は、愛知県出身の歌手、声優。

## 経歴
ギターを手にしたのは中学生の時。千葉県立我孫子高等学校入学後にフォーク部に入部。9月、女の子5人組バンド「Fuckt」を結成しヴォーカルとリズムギターを担当。プリズム、高中正義のコピーを行う。高校3年生だった1980年に YAMAHA主催のバンドコンテスト「East West '80」決勝大会レディス部門で特別賞を受賞する。当時、同じフォーク部にいたバンド「四重人格」は最優秀賞となり、両バンドで盛り上げた。バンド「四重人格」のボーカルは小原弘士で、四年後、同コンテストにてバンド「小原弘士とチャッ!!」で準優勝し、ボーカルの小原弘士はベストボーカリスト賞を受賞する。2人とも、二大ボーカリストとしてライブを盛り上げた。同年「Fuckt」が解散するもソロ活動を続け、我孫子市民会館でのアマチュアコンサートに出演した際にビクターからスカウトされて高校卒業と同時に一色ゆかり名義で「ギャンブラー」でレコード・デビュー。その後、「杉本誘里」と改名。

## 出演

### テレビ
- 三波伸介の凸凹大学校（テレビ東京系、アシスタント） ※番組中で歌手デビューの告知があった。

### OVA
- デジタル・デビル物語 女神転生（1987年、高見沢京子）

### 劇場アニメ
- GREY デジタル・ターゲット（1986年、テュレス）

## レコード

### シングル
- ギャンブラー（1981年4月21日、一色ゆかり名義）
- 風のTAKE A CHANCE（1986年5月25日、杉本誘里名義）OVA『アモン・サーガ』テーマソング
- LOVE IS HEART 〜星座の子供たち〜（1986年11月25日、YOURI with the CASH名義）劇場用アニメ『GREY デジタル・ターゲット』テーマソング
- LADY YOUR EYES（1987年2月25日、YOURI with the CASH名義）OVA『デジタル・デビル物語 女神転生』テーマソング
- MEDUSA (1987年11月、杉本誘里名義）OVA『真魔神伝 バトルロイヤルハイスクール』テーマソング

### アルバム
- LETT'S BEGIN（1981年6月21日、一色ゆかり名義）
- ダイナマイト（1984年10月25日、杉本誘里名義）